# MCSim
GNU MCSim és un conjunt de programari de simulació. Permet als usuaris dissenyar models estadístics o de simulació, realitzar simulacions de Montecarlo i inferència bayesiana mitjançant simulacions de cadena de Màrkov Montecarlo (MCMC) (temperada). L'última versió permet la computació paral·lela de simulacions de Monte Carlo o MCMC.

## Descripció
GNU MCSim és una eina de simulació i inferència estadística per a sistemes d'equacions algebraiques o diferencials, optimitzada per realitzar anàlisis de Montecarlo. El programari inclou un generador de models i un motor de simulació:
- El generador de models facilita la definició i el manteniment del model estructural, alhora que manté el temps d'execució curt. El model es codifica mitjançant una gramàtica senzilla i el generador el tradueix al codi font per a C. A partir de la versió 5.3.0, també es poden utilitzar models codificats en Systems Biology Markup Language (SBML).
- El motor de simulació és un conjunt de rutines que estan vinculades al model per produir codi executable. El resultat és que les simulacions d'un model estructural es poden executar en diverses condicions.

Internament, el programari utilitza la biblioteca científica GNU per a alguns dels seus càlculs numèrics.

## Història
El projecte va començar l'any 1991 a Berkeley quan Don Maszle i Frederic Y. Bois van traduir en C i van reorganitzar un programa que Bois havia desenvolupat a Harvard per a la seva tesi doctoral. El motiu principal del treball va ser poder desenvolupar ràpidament i mantenir fàcilment models de modelatge farmacocinètic basat fisiològicament (PBPK). No obstant això, la sintaxi es va definir amb prou generalitat com per poder resoldre moltes equacions diferencials ordinàries i algebraiques de primer ordre. La capacitat de realitzar simulacions eficients de Monte Carlo es va afegir des del principi, per a les necessitats de recerca del grup. El codi es va posar a disposició gratuïta des d'un servidor de la UC Berkeley. Les discussions amb Stuart Beal a la Facultat de Farmàcia de la Universitat de Califòrnia, San Francisco (UCSF) van portar a l'equip a investigar l'ús de les tècniques de Monte Carlo de la cadena de Markov per al calibratge dels models PBPK. El codi corresponent va ser desenvolupat per Maszle, durant un projecte en col·laboració amb Andrew Gelman, aleshores professor al Departament d'Estadística de la Universitat de Califòrnia, Berkeley (UC Berkeley). El codi addicional escrit per Ken Revzan va permetre la definició i el calibratge bayesià de models estadístics jeràrquics (multinivells). En el moment d'aquests desenvolupaments (al voltant de 1996), aquestes habilitats eren úniques per a un programari de distribució lliure, de fàcil accés, molt potent i versàtil. Des de llavors, el programari s'ha mantingut i ampliat constantment.

## Llicència
GNU MCSim és programari lliure; podeu redistribuir-lo i/o modificar-lo sota els termes de la Llicència Pública General de GNU publicada per la Free Software Foundation; ja sigui la versió 3, o qualsevol versió posterior, a opció de l'usuari.

## Disponibilitat de la plataforma
El codi font C es proporciona i es pot compilar a qualsevol màquina amb un compilador C. La biblioteca científica de GNU ha d'estar disponible també a la plataforma de destinació per utilitzar algunes distribucions addicionals en models estadístics. Per utilitzar les habilitats de traducció SBML, s'ha d'instal·lar la biblioteca LibSBLM. A partir de la versió 6.0.0, també s'utilitza l'integrador Sundials Cvodes. Per aprofitar el càlcul paral·lel (a partir de la versió 6.2.0) s'ha d'instal·lar una biblioteca de la interfície de pas de missatges (MPI).